# Hermann von Gersdorff
Hermann Konstantin von Gersdorff (2 de diciembre de 1809, Kieslingswalde - 13 de septiembre de 1870, Sedán) fue un teniente general prusiano y comandante de la 22.ª División de infantería.

## Biografía

### Origen
Hermann Konstantin es el hijo de Wolf Ludwig Christian von Gersdorff (1765-1832), administrador del departamento de Görlitz, señor de Kieslingswald, Obererdmannsdorf y Steinbach y de su esposa Charlotte Friederike Dorothea Auguste, de soltera von Wiedebach (1776-1826).

### Carrera militar
Después de su formación en la Escuela de cadetes en Dresde, Gersdorff ingresa el 16 de mayo de 1827 como subteniente en el 2.º Regimiento de infantería de la Guardia del Ejército prusiano. Es transferido al regimiento de infantería de reserva de la Guardia el 14 de mayo de 1829 y desde del 1 de octubre de 1832 hasta el 1 de julio de 1833, es enviado a la Academia de Guerra Prusiana. Después, Gersdorff formó parte del batallón de tiradores de la Guardia a partir del 18 de marzo de 1835. Se despidió y en 1842/1844, participa en las campañas rusas del Cáucaso con los futuros generales Wilhelm Hiller von Gaertringen (1809-1866) y August Graf von Werder (1808-1888). Gersdorff participa en las batallas sobre el río Ouroup, Oisunger, Serani, el río Assa y Kalanitsch y recibe la Orden de San Vladimir de 4.ª clase con espadas por sus realizaciones. Después de esta distinción, es nombrado caballero de honor de la Orden de San Juan y el 15 de marzo de 1845 recibe el brevet de teniente primero.
En 1848, se encarga de organizar las tropas de Schleswig-Holstein durante la Primera Guerra de Schleswig y combate cerca de Schleswig, Hadersleben y Kolding.
En 1853, Gersdorff se convierte en mayor en el estado mayor de la 16.ª División de infantería, en 1859 comandante del 4.º batallón de cazadores a pie y en 1860 comandante del 67.º Regimiento de infantería. En 1864, como general de división, dirige la 11.ª Brigada de infantería en la guerra contra Dinamarca y en 1866 en la guerra contra Austria. Participa en las batallas de Münchengrätz y Sadowa.
Finalmente, Gersdorff es nombrado el 30 de octubre de 1866 comandante de la 22.ª División de infantería de tal modo que el 31 de diciembre de 1866 es promovido a teniente general. Cuando Julius von Bose, comandante general del XI Cuerpo de Ejército en la guerra franco-prusiana, es gravemente herido en la batalla de Frœschwiller-Wœrth el 6 de agosto de 1870, Gersdorff es puesto a la cabeza del cuerpo. Sin embargo, al mediodía en la batalla de Sedán, el 1 de septiembre de 1870, cuando dirige el combate por Floing, es herido gravemente por una bala en el pecho y muere cuando se encuentra todavía en Sedán el 13 de septiembre.

### Honores
Los cuarteles de infantería del actual Europaviertel en Wiesbaden y el 80.º Regimiento de fusileros llevan su nombre.

### Familia
Gersdorff se casa el 26 de abril de 1854 en Rothenburg con Klara Agnes Marianne von Gersdorff (1827-1881), hija del chambelán Wigand Adolf von Gersdorff. Los siguientes hijos son nacidos de su matrimonio:
- Charlotte Wilhelmine Hermine Klara Anna Thérèse (nacida en 1855)
- Adolphine von Rohr (1855-1923), abadesa de Heiligengrabe, casada con Louis von Rohr (fallecido el 25 de octubre de 1882)
- Rose Maria Klara (nacida en 1856), casada con Arthur von Schlieffen (1844-1914), teniente general prusiano
- Klara Johanna Karoline (née en 1858), dama de la corte de la emperatriz Augusta Victoria